# Бьянкавилла
Бьянкавилла (итал. Biancavilla) — коммуна в Италии, располагается в области Сицилия, подчиняется административному центру Катания.
Население составляет 23 176 человек (на 2004 г.), плотность населения составляет 312 чел./км². Занимает площадь 70 км². Почтовый индекс — 95033. Телефонный код — 095.
Покровителем коммуны почитается святой Плакида. День памяти ежегодно отмечается 5 октября.